# Eva Angelina
Eva Angelina (Huntington Beach, 14 de marzo de 1985) es una modelo erótica y actriz pornográfica estadounidense. Comenzó su carrera a los 18 años y es famosa tanto por sus actuaciones en una gran variedad de géneros. Ha ganado varios premios importantes en 2007 y 2008, incluido el AVN 2008 a la mejor actriz (video).

## Biografía
Eva Angelina, nombre artístico de Nicole Tyler, tiene orígenes cubanos, chinos, irlandeses e ingleses. Ha declarado que procede de una familia adinerada que lo perdió todo cuando ella tenía trece años. Entró en la industria del porno como respuesta a un anuncio en un periódico, rodando su primera escena con Shane's World Studios.
Fue al Colegio de Foothill en Tustin, California, que es una ciudad del Condado de Orange, en los Estados Unidos.
Ingresó en el mundo del porno 3 meses después de haber cumplido 18 años. Asegura haber estado tan ansiosa por hacer porno que empezó a hacer sus primeros vídeos caseros a la edad de 13 años.
Es conocida por practicar el sexo llevando las gafas puestas. Es tan característico en ella que en una entrega de los Premios AVN nadie la reconoció sin las gafas. Sus actuaciones en el IAFD y el AWMDB abarcan una amplia gama de géneros incluyendo interracial, esclavitud (bondage), sexo en grupo, etc - recientemente también incluyó el sexo anal y la DP a su repertorio en las películas Upload (2007), E for Eva (2008) y Big Wet Asses 12 (2008) (que fue su primera película gonzo anal).
Entre mayo y noviembre de 2004 se tomó un descanso en su profesión por deseo de su novio de entonces, tiempo durante el que retomó sus estudios y trabajó en Romano's Macaroni Grill en Valencia (California).
Volvió a la pornografía después del suicidio de su novio el 7 de noviembre de 2004. A finales de 2005 estuvo considerando la posibilidad de ingresar en la Marina de los Estados Unidos, aunque al final no lo hizo.
En junio de 2008 anunció un descanso en su carrera debido a su embarazo fruto de la relación que mantenía con su marido, Danny Mountain, del que se separó en 2009. El 9 de diciembre de 2008 nació su hija Silvi.
En 2010, fue elegida Penthouse Pet del mes de junio. Ese mismo año anunció su retirada de la industria.
En 2012 regresó a los estudios de grabación con escenas como la realizada para la productora Naughty America donde apareció junto al actor Xander Corvus.

## Filmografía parcial
Eva ha aparecido en más de 600 filmes:
- Addicted New Sensations (2006)
- Busty Beauties: More Than a Handful Hustler (2006)
- Da Vinci Load Hustler (2006)
- Eva Angelina Red Light District (2006)
- Ghetto Fabulous Ninn Worx (2006)
- Suki the possesion (2007)
- Big Wet Asses 12 (2007)
- E for Eva (2008)
- Hard Day's Work (2010)
- Anal Bombshells (2012)

## Premios
- 2007 Nightmoves a la Mejor Actriz - Premio Especial del Público
- 2008 The Hottest Girl in Porn
- 2008 AVN a la Mejor Actriz (Video) por Upload
- 2008 AVN a la Mejor Escena (Video) por Upload
- 2008 Adult DVD Empire's Empire Girl
- 2008 XBIZ a la Mejor Artista Femenina
- 2008 XRCO a la Mejor Actriz por Upload

## Publicaciones
- Fox (Febrero, 2006)
- Hustler (Noviembre, 2005)
- Genesis (Octubre, 2005)